# Dr. Acula
Dr. Acula — американская дэткор/грайндкор группа из Лонг-Айленда, основанная в 2005 году. Дискография группы насчитывает 6 студийных альбомов и один независимый EP, который давно вышел из печати. В настоящее время они выступают под лейблом Silent Pendulum Records. Группа известна использованием нарезки из фильмов и ТВ-шоу в своих песнях. Название группы произошло от имени Дракулы.

## История

### Первые альбомы (2005—2012)
Группа основана в 2005 году в Лонг-Айленде. Их название первоначально было взято из цитаты комика Митча Хедберга; «Я ходил к доктору. Все что он сделал — высосал кровь из моей шеи. Не ходите к Доктору Акуле.» Вначале группа серьёзно не задумывалась об известности, сочиняя шутливые песни, но вскоре они стали записывать свои музыкальные эксперименты и выпустили EP в следующем году.
Всего группа выпустила 2 демоальбома; в 2006 году Chillogy и в 2007 году S.L.O.B. (Silver-Lipped Operator of Bullshit). Вскоре они привлекли внимание лейбла Uprising Records, и вскоре, Dr. Acula подписали с ними контракт. В следующем года их дебютный полноформатный альбом Below Me, выпущенный через Uprising Records, многими был воспринят негативно. Dr. Acula много гастролировали, проводили многие местные и национальные концерты совместно с более известными группами. После до декабре 2009 года три члена группы ушли, все оставив только одного начального участника — Билла Граффео.
После повторного обновления состава Dr. Acula выпустили третий студийный альбом под названием The Social Event of the Century в 2010 году под лейблом Uprising Records. Он(альбом) был встречен лучше, чем Below Me, хотя он все равно получил свою долю критики.
После релиза The Social Event of the Century, Dr. Acula подписали новый контракт с Victory Records. Под этим лейблом 15 Февраля 2011 года был выпущен альбом Slander. В июне этого же года клавишник Джоуи Симпсон покинул группу во время тура «Horror Nights tour».
В октябре 2012 года группа объявила о прекращении музыкальной деятельности. 27 августа 2015 года было объявлено, что 3 октября того же года оригинальный состав воссоединится для концерта в честь 10-летия группы.

### Воссоединение и новые релизы (2019—)
13 сентября 2019 года группа объявила, что они снова вернутся оригинальным составом для концерта в поддержку The World We Knew в Amityville Music Hall. Отыграв ещё три концерта, группа выпустила демо новой песни под названием «Egg Monsters From Mars» (рус. Яичные монстры с Марса).
В сентябре 2021 года во время шоу в Amityville Music Hall группа объявила о расставании с вокалистом Бертом Вегасом, его роль занял Роб Аккарди. Там же было объявлено о записи нового альбома для Westfall Studios, который выйдет в 2022 году. После завершения записи, в начале 2022 из группы ушел барабанщик Майк Косентино.
1 июля 2022 года группа подписала контракт с Silent Pendulum Records и объявила дату нового, одноименного альбома — 28 сентября.

## Участники Группы
Текущий состав:
- Роб Аккарди — вокал (2005—2007; 2015; 2019—)
- Билл Граффео — соло-гитара (2005—2012; 2015; 2019—)
- Лу «Дуг» Фигурито — ритм-гитара/гитара (2005—2009; 2015; 2019—),  в 2005—2008 Лу и Роб менялись инструментами, но в итоге остановились на начальном варианте
- Роб «Акула» Джуарино — бас-гитара (2007—2009; 2015; 2019—), гитара (2005—2007),  так же играл на клавишных в 2008 после ухода Берта до прихода Пети

Бывшие участники
- Майки «Дада» Косентино — барабаны (2005—2007; 2015; 2019—2022)
- Берт «Вегас» Болсон — вокал, клавишные (2005—2008; 2015; 2019—2021)
- Крэйг Хехт — семпл (2005—2006)
- Пети Пойзон — семпл/электроника (2006—2007), вокал (2007), клавишные, вокал (2009)
- Джон-Эрик «Джерик» Панторно — бас-гитара, клавишные, вокал (2007—2008)
- Уильям Конуэй — барабаны (2007—2008)
- Билли Брэйди — барабаны (2007—2008)
- Эрик Уоллуок — барабаны (2008—2009)
- Тайлер Гвида — вокал (2008—2012)
- Дрю Гайп — барабаны (2009—2010)
- Джоуи Симпсон — клавишные, синтезатор, семпл (2009—2011)
- Кэйси Каррано — вокал (2009—2012)
- Кевин Граффео — бас-гитара (2009—2012)
- Адам Стилетто — гитара (2009—2010)
- Уильям Гайп — гитара (2010)
- Джесси Сьяппа — барабаны (2010—2012)
- Рики Остолаза — ритм-гитара (2010—2012)
- Крис Бри — вокал (2012)
- Оливер Миклетт — бас-гитара (2012)

## Дискография
Студийные альбомы
- «S.L.O.B.» (2007, 187 Records)
- «Below Me» (2008, Uprising)
- «The Social Event of The Century» (2010; Uprising)
- «Slander» (2011, Victory)
- «Nation» (2012, Victory)
- «Dr. Acula» (2022, Silent Pendulum Records)

Синглы
- «Is This a Party, or a Dick Measuring Contest» (2009)
- «Who You Gonna Call!?» (2011)
- «No Sleep» (кавер на Wiz Khalifa) (2011)
- «Nation / Ironic Enclosure» (2011)
- «Egg Monsters from Mars» (2012)
- «The Abominable Snowman of Pasadena» (2019)
- «Welcome to Dead House» (2022)
- «How to Kill a Monster» (2022)

EPs
- «Chillogy» (2006; самиздат)
- «Demo 2007» (2007, самиздат)

Сборники
- «Slobology» (2009, Uprising)

## Видеография
- «Is This a Party, or a Dick Measuring Contest?» (2010)
- «Who You Gonna Call?» (2011)
- «Welcome to Camp Nightmare» (2011)
- «Party 2.0» (2012)
- «Ironic Enclosure» (2012)
- «Citizens Arrest» (2012)
- «How to Kill a Monster» (2022)